# Czech International 2012
Die Czech International 2012 im Badminton fanden vom 27. bis zum 30. September 2012 in Brno statt.

## Sieger und Platzierte
| Disziplin    | Gold                          | Silber                       | Bronze                               |
| ------------ | ----------------------------- | ---------------------------- | ------------------------------------ |
| Herreneinzel | Joachim Persson               | Kim Bruun                    | Flemming Quach                       |
| Herreneinzel | Joachim Persson               | Kim Bruun                    | Dicky Palyama                        |
| Dameneinzel  | Kirsty Gilmour                | Sashina Vignes Waran         | Kristína Gavnholt                    |
| Dameneinzel  | Kirsty Gilmour                | Sashina Vignes Waran         | Michelle Chan                        |
| Herrendoppel | Chris Langridge Peter Mills   | Peter Briggs Harley Towler   | Łukasz Moreń Wojciech Szkudlarczyk   |
| Herrendoppel | Chris Langridge Peter Mills   | Peter Briggs Harley Towler   | Matijs Dierickx Freek Golinski       |
| Damendoppel  | Heather Olver Kate Robertshaw | Jillie Cooper Kirsty Gilmour | Steffi Annys Séverine Corvilain      |
| Damendoppel  | Heather Olver Kate Robertshaw | Jillie Cooper Kirsty Gilmour | Kamila Augustyn Agnieszka Wojtkowska |
| Mixed        | Chris Langridge Heather Olver | Marcus Ellis Gabrielle White | Viki Indra Okvana Gustiani Megawati  |
| Mixed        | Chris Langridge Heather Olver | Marcus Ellis Gabrielle White | Ronan Labar Laura Choinet            |